# Bussard-Klasse
Die Bussard-Klasse  war eine Klasse von sechs Kreuzern IV. Klasse der Kaiserlichen Marine, die für den Auslandsdienst bestimmt waren. 1899 wurden die Schiffe zu Kleinen Kreuzern umklassifiziert, 1913/14 erfolgte eine weitere Umklassifizierung der noch vorhandenen Einheiten zu Kanonenbooten.

## Entwicklung
Die wirtschaftliche Entwicklung des Deutschen Reiches und die Wahrung seiner Interessen machte, in den Augen der Marineleitung, zügig die Stationierung von Kriegsschiffen in überseeischen Gewässern notwendig. Mitte der 1880er Jahre wurde mit der Schwalbe-Klasse ein neuer, speziell für überseeische Verwendung konstruierter Kreuzertyp entwickelt. Dieser sollte einen relativ geringen Tiefgang haben, um flache Gewässer und auch Flussläufe befahren zu können. Weiterhin sollten die Kreuzer tropentauglich sein und über entsprechend bemessene Unterkünfte verfügen, eine gute Seefähigkeit und große Dampfstrecke sowie eine zur Niederschlagung von Unruhen ausreichende Bewaffnung besitzen. Diese Forderungen wurden auch auf den 1888 erstellten Entwurf für den Kreuzer IV. Klasse C, die spätere Bussard, übertragen. Im Vergleich zu den Schiffen der Schwalbe-Klasse fiel der Entwurf deutlich größer aus, die Bewaffnung blieb jedoch unverändert.

## Technik
Der Grundentwurf für die Bussard-Klasse sah einen Kreuzer mit einer Konstruktionsverdrängung von 1.559 t und einer Maximalverdrängung von 1.868 t vor. Die Gesamtlänge betrug 82,6 m, die Länge der Konstruktionswasserlinie 79,62 m. Die Breite des Schiffsrumpfes betrug 10,2 m, aufgrund der beidseits vorhandenen Schwalbennester lag die maximale Breite jedoch bei 12,5 m. Der maximale Tiefgang betrug 4,45 m vorn und 5,63 m achtern. Nach diesen Maßen wurden die Bussard und die Falke gebaut. Die zweite Bauserie, welche die Seeadler, die Condor und die Cormoran umfasste, wurde geringfügig abgeändert, wobei hauptsächlich die Breite und der Tiefgang variierten. Lediglich die zuletzt gebaute Geier zeigte größere Abweichungen vom ursprünglichen Entwurf, da bei ihr die ersten Erfahrungen der bereits fertiggestellten Einheiten verarbeitet werden konnten. So wurde auf die überkragenden Schwalbennester für zwei der Geschütze verzichtet, wodurch sich die Breite über Alles auf 10,6 m reduzierte. Durch eine geänderte Rumpfform wuchs die Länge über Alles auf 83,9 m, wohingegen der Tiefgang weiter auf maximal 5,22 m gesenkt wurde. Die Maximalverdrängung stieg auf 1.918 t an.
Die Schiffsrümpfe bestanden aus Stahl und wurden als Querspant-Bau ausgeführt. Zur Erhöhung der Sinksicherheit waren sie in zehn wasserdichte Abteilungen unterteilt. Unter dem Kesselraum verfügten die Schiffe über einen Doppelboden. Aufgrund des Einsatzprofiles wurde auf eine Panzerung verzichtet.
Die Besatzung der Schiffe umfasste neun Offiziere und 152 bis 157 Mannschaften.
Zur elektrischen Ausstattung zählte auch ein Scheinwerfer über der Kommandobrücke. Die Stromversorgung stellten zwei Generatoren sicher, die eine Bordspannung von 67 Volt erzeugten und zusammen 24 kW leisteten.
Die Einheiten der Bussard-Klasse waren gute Seeschiffe. Sie ließen sich schnell und gut manövrieren und stampften wenig gegen die See, gerieten jedoch leicht ins Schlingern. Bei stärkerem Wellengang musste die Fahrt verringert werden, da die überhängenden Schwalbennester starke Erschütterungen erzeugten, wenn sie von Wellen getroffen wurden.

### Antriebsanlage
Die Maschinenanlage der Kreuzer bestand aus zwei liegend angeordneten dreizylindrigen Verbunddampfmaschinen mit dreifacher Dampfdehnung. Diese waren in zwei hintereinander befindlichen Maschinenräumen untergebracht. Für die Dampferzeugung sorgten vier kohlegefeuerte Zylinderkessel, die paarweise in zwei Kesselräumen untergebracht waren und einen Dampfdruck von 12 atü erzeugten. Sie verfügten zusammen über zwölf Feuerungen und eine Heizfläche von rund 700 m². Die beiden Dampfmaschinen sollten entsprechend den Konstruktionsplänen zusammen eine Leistung von 2.800 PSi erbringen. Die reellen Werte lagen bei allen Schiffen leicht über den berechneten. Jede der Maschinen wirkte auf eine Schraube mit 3 m Durchmesser. Die Maschinenanlage sollte die Schiffe auf 15,5 kn beschleunigen können, die tatsächliche Höchstgeschwindigkeit der Kreuzer lag jedoch über diesem Wert. Die geringste Abweichung zeigte die Bussard mit 15,7 kn, am deutlichsten überschritten die Falke und die Seeadler mit 16,9 kn die konstruktive Höchstgeschwindigkeit. Der mitgeführte Kohlenvorrat von 305 t ermöglichte eine Dampfstrecke von rund 2.900 sm bei einer Marschgeschwindigkeit von 9 kn. Lediglich die Geier konnte mit einem auf 320 t vergrößerten Kohlevorrat die deutlich größere Distanz von 3.610 sm bei gleicher Geschwindigkeit zurücklegen. Alle Schiffe verfügten über ein Ruder.
Zur Vergrößerung des Fahrbereichs waren die Kreuzer mit einer Takelage versehen. Sämtliche Schiffe waren ursprünglich als dreimastige Schonerbarken geriggt. Als solche verfügten sie über eine Segelfläche von rund 860 m². Bussard, Cormoran, Geier und Seeadler wurden später jedoch zu zweimastigen Toppsegelschonern mit einer Segelfläche von rund 600 m² umgebaut.

### Bewaffnung
Die Hauptbewaffnung der Schiffe bestand aus acht Geschützen des Kalibers 10,5 cm L/35. Bei der Bussard handelte es sich dabei noch um Ringkanonen, die weiteren Schiffe wurden mit den moderneren Schnellladekanonen ausgestattet. Für diese Geschütze, die eine maximale Reichweite von 8,2 bzw. 10,8 km aufwiesen, wurden 800 Schuss Munition mitgeführt. Darüber hinaus verfügten die Schiffe über fünf, später ausgebaute, 3,7-cm-Revolverkanonen sowie zwei auf dem Oberdeck angebrachte Torpedorohre mit 35 cm Durchmesser. Auf der Geier waren abweichend zwei Torpedorohre mit 45 cm Durchmesser vorhanden. Die Schiffe hatten fünf Torpedos an Bord.

## Einsatz
Entsprechend der Vorgabe wurden die Schiffe ausschließlich im Auslandsdienst verwendet. Ihre Hauptaufgaben waren die Repräsentation des Deutschen Reiches und der Schutz deutscher Staatsangehöriger und Wirtschaftsinteressen in Krisengebieten. Außerdem hatten sie gegen mögliche Unruhen in den deutschen Schutzgebieten vorzugehen.
Die sechs Schiffe der Klasse wurden auf allen Auslandsstationen der Kaiserlichen Marine eingesetzt. Einen besonderen Schwerpunkt bildeten dabei die Südsee und Ostasien. Da die Kreuzer veraltet waren, wurden die bei Beginn des Ersten Weltkrieges noch vorhandenen Einheiten nicht für den Flottendienst herangezogen. Einzig die bei Kriegsbeginn in Übersee befindliche Geier versuchte, Kreuzerkrieg zu führen und gemäß den Mobilmachungsplänen einen Hilfskreuzer auszurüsten, was jedoch nicht gelang. Als einziges Schiff der Klasse überstand die Condor den Weltkrieg.

## Schiffe der Klasse
- Bussard: Stapellauf am 23. Januar 1890. Der Kreuzer wurde von 1891 bis 1899 in der Südsee eingesetzt, wo mehrfach Unruhen auf verschiedenen Inseln bekämpft wurden. Auch bei der Gewinnung Samoas als deutsche Kolonie spielte das Schiff eine wichtige Rolle. Für 1900 war die Entsendung der Bussard nach Deutsch-Ostafrika vorgesehen, jedoch machte der Boxeraufstand einen Einsatz in China nötig. Bis 1904 blieb der Kreuzer in Ostasien und wurde erst dann nach Ostafrika verlegt. Dort erfolgten Einsätze im Zusammenhang mit dem Maji-Maji-Aufstand. Ende 1909 erhielt die Bussard den Heimreisebefehl. Am 25. Oktober 1912 aus der Liste der Kriegsschiffe gestrichen, wurde das Schiff im Folgejahr abgewrackt.
- Falke: Stapellauf am 4. April 1891. Am 14. September erfolgte die erste Indienststellung für Erprobungsfahrten. Von 1892 bis Ende 1893 war der Kreuzer in Westafrika stationiert und wurde anschließend in die Südsee beordert. Dort verblieb das Schiff bis 1899. Besonders der Konflikt um Samoa spielte während des Südseeeinsatzes für die Falke eine wichtige Rolle. Nach einem geringfügigen Umbau wurde das Schiff nach Südamerika entsandt, wo es zunächst eine Fahrt auf dem Amazonas bis nach Peru durchführte. Anschließend wurde der Kreuzer vor Venezuela eingesetzt. Von Juni 1904 an unternahm die Falke eine Fahrt um Kap Hoorn herum und entlang der amerikanischen Pazifikküste bis nach Alaska. Am 20. April 1907 wurde der Kreuzer letztmals außer Dienst gestellt und aufgrund des schlechten schiffbaulichen Zustandes am 25. Oktober 1912 aus der Liste der Kriegsschiffe gestrichen. Im Folgejahr wurde die Falke in Danzig abgewrackt.
- Seeadler: Stapellauf am 2. Februar 1892. Am 17. August 1892 erfolgte die erste Indienststellung zu Probefahrten. 1893 wurde das Schiff zunächst zur 400-Jahr-Feier der Entdeckung Amerikas in die Vereinigten Staaten entsandt und lief von dort aus über die Azoren und das Mittelmeer nach Ostafrika. Dort war der Kreuzer bis 1898 stationiert. Zeitweise erfolgte auch ein Einsatz vor Deutsch-Südwestafrika. Nach einer Grundüberholung und einen leichten Umbau in Danzig löste die Seeadler 1899 ihr Schwesterschiff Falke in der Südsee ab. Mit Beginn des Boxeraufstandes wurde das Schiff nach China beordert, wo es bis 1905 stationiert war. Am 20. August 1905 erhielt der Kreuzer den Befehl, aufgrund des Maji-Maji-Aufstandes Ostafrika anzulaufen. Die Seeadler wurde der dortigen Marinestation zugeteilt und kehrte erst 1914 nach Deutschland zurück. Der über 13 Jahre währende Auslandsaufenthalt ist der längste eines größeren deutschen Kriegsschiffes. Nach der Außerdienststellung am 30. März 1914 wurde das Schiff am 6. Mai zum Kanonenboot umklassifiziert. Nach Beginn des Ersten Weltkrieges wurde die Seeadler in Wilhelmshaven als Minenlager verwendet. Am 19. April 1917 kam es an Bord zu einer Minenexplosion, die das Schiff vernichtete.

- Condor: Stapellauf am 23. Februar 1892. Die erste Indienststellung erfolgte am 9. Dezember 1892. Ende 1894 wurde der Kreuzer als Stationsschiff nach Ostafrika entsandt. Dort verblieb die Condor bis Anfang 1901. In diese Zeit fiel der Zweite Burenkrieg, während dessen der Kreuzer unter anderem den Schutz deutscher Handelsschiffe gegen britische Übergriffe zu gewährleisten hatte. Ab 1903 folgte der zweite Auslandsaufenthalt des Schiffs. Neues Einsatzgebiet der Condor wurde die Südsee. Dort wurde das Schiff neben den üblichen Aufgaben auch verstärkt zur Küstenvermessung herangezogen. Am 8. Januar 1913 wurde die Condor als erste Einheit der Bussard-Klasse zum Kanonenboot umklassifiziert. Ende 1913 kehrte das Schiff nach Deutschland zurück und wurde am 30. März 1914 in Danzig außer Dienst gestellt. Ab 1916 als Minenhulk verwendet, wurde die Condor am 18. November 1920 aus der Liste der Kriegsschiffe gestrichen und im Folgejahr abgewrackt.
- Cormoran: Stapellauf am 17. Mai 1892. Die erste Indienststellung zu Probefahrten erfolgte am 25. Juli 1893. Im Oktober 1894 lief das Schiff gemeinsam mit der Condor zunächst nach Ostafrika, im Juli 1895 dann über den Persischen Golf weiter nach Ostasien. Im Oktober 1897 war das Schiff an der Besetzung Tsingtaus beteiligt. Aufgrund des sich zuspitzenden Samoa-Konflikts wurde die Cormoran 1899 in Richtung Apia in Marsch gesetzt, lief jedoch in der Nacht vom 23. zum 24. März auf ein Riff und konnte erst nach umfangreichen Arbeiten wieder freikommen. Nach der nötig gewordenen Reparatur traf der Kreuzer am 17. Juni 1899 vor Apia ein. Bis zum Mai 1903 verblieb das Schiff in der Südsee und kehrte dann nach Deutschland zurück. Nach einer 1907 erfolgten Grundreparatur wurde die Cormoran 1909 wieder in Dienst gestellt und erneut in Richtung der Südsee in Marsch gesetzt. Unruhen nach der Jungtürken-Revolution und der Völkermord an den Armeniern machten im Juni und Juli 1909 einen Zwischenaufenthalt in Kleinasien notwendig. Der Kreuzer versah schließlich bis 1914 Stationsdienst in der Südsee. Bei Beginn des Ersten Weltkrieges lag die am 24. Februar 1913 zum Kanonenboot umklassifizierte Cormoran zur Reparatur in Tsingtau. Dort wurde von der Besatzung das russische Passagierschiff Rijäsan als Hilfskreuzer hergerichtet und ebenfalls unter dem Namen Cormoran in Dienst gestellt. Die ursprüngliche Cormoran wurde in der Nacht vom 28. auf den 29. September 1914 gesprengt.

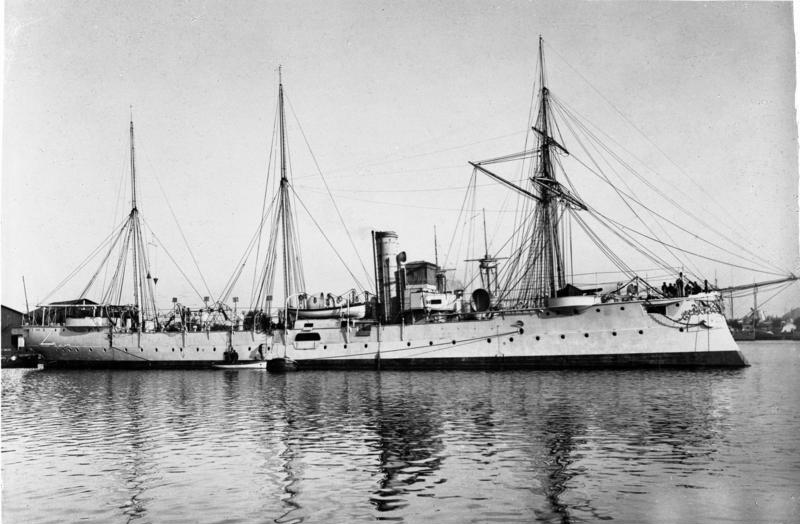
Die Geier

- Geier: Stapellauf am 18. Oktober 1894. Das letzte Schiff der Klasse erhielt einige kleinere Änderungen, äußerlich markant war der Wegfall der zwischen Fock- und Großmast befindlichen Schwalbennester. Die erste Indienststellung zu Probefahrten erfolgte am 24. Oktober 1895. Anfang Dezember 1897 wurde das Schiff in die Karibik entsandt. Dort hielt sich der Kreuzer auch während des Spanisch-Amerikanischen Krieges auf. Von Ende 1898 bis Juli 1900 unternahm die Geier eine Fahrt um Kap Hoorn und an der amerikanischen Pazifikküste entlang. Mit Beginn des Boxeraufstandes wurde der Kreuzer nach Ostasien beordert, wo er bis Anfang 1905 verblieb. Nach einer 1908/09 in Kiel durchgeführten Grundüberholung wurde das Schiff erst 1911 wieder aktiviert und nach Ostafrika befohlen. Im Zuge des Italienisch-Türkischen Krieges hielt sich die Geier im Mittelmeer auf und wurde der dortigen Marinestation zugeteilt. Anfang 1914 kehrte das Schiff nach Ostafrika zurück und wurde am 6. Mai zum Kanonenboot umklassifiziert. Bereits im Juni in die Südsee entsandt, erhielt das Schiff auf der Fahrt dorthin die Nachricht vom Kriegsbeginn und wurde dem Ostasiengeschwader unterstellt. Der Versuch, diesem an die amerikanische Westküste zu folgen, musste aufgrund des schlechten Zustandes der Maschinenanlage aufgegeben werden. Die Geier wurde am 7. November 1914 in Honolulu interniert. Nach dem Kriegseintritt der Vereinigten Staaten wurde das Schiff am 7. April 1917 durch US-Soldaten besetzt und in Pearl Harbor überholt. Die United States Navy stellte das Kanonenboot am 15. September 1917 unter dem Namen Schurz in Dienst. Am 21. Juni 1918 wurde das Schiff vor North Carolina von dem im Geleit fahrenden Dampfer Florida gerammt und sank.